# Antonio Tresierra
Antonio Tresierra fue un político peruano. 
Fue elegido senador por el departamento del Cusco en 1887 durante el primer gobierno de Andrés Avelino Cáceres. Asimismo, fue elegido senador suplente entre 1891 hasta 1893 durante los gobiernos de Cáceres y Remigio Morales Bermúdez.